# آنخل برلانگا
آنخل برلانگا (انگلیسی: Ángel Berlanga؛ زادهٔ ۲۴ فوریهٔ ۱۹۸۷) بازیکن فوتبال اهل اسپانیا است.
از باشگاه‌هایی که در آن بازی کرده‌است می‌توان به باشگاه فوتبال اوکلند سیتی اشاره کرد.